# Aktionsbibliothek der Aeternisten
Die Aktionsbibliothek der Aeternisten war eine von Franz Pfemfert herausgegebene Schriftenreihe, die ab 1916 im Verlag Die Aktion erschien. In der Reihe erschienen mehrere der wichtigsten Texte des literarischen Expressionismus.

## Die Reihe
1. Ferdinand Hardekopf: Lesestücke, Berlin-Wilmersdorf, Verlag der Wochenschrift Die Aktion, 1916
2. Carl Einstein: Anmerkungen, Berlin-Wilmersdorf, Verlag der Wochenschrift Die Aktion, 1916
3. Franz Jung: Opferung. Ein Roman, Berlin-Wilmersdorf, Verlag der Wochenschrift Die Aktion, 1916
4. Franz Jung: Saul, Berlin-Wilmersdorf, Verlag der Wochenschrift Die Aktion, 1916
5. Carl Einstein: Bebuquin, Berlin-Wilmersdorf, Verlag der Wochenschrift Die Aktion, 1917
6. Charles Péguy: Aufsätze, Berlin-Wilmersdorf, Verlag der Wochenschrift Die Aktion, 1918
7. Franz Jung: Der Sprung aus der Welt, Berlin-Wilmersdorf, Verlag der Wochenschrift Die Aktion, 1918
8. Heinrich Schaefer: Gefangenschaft, Berlin-Wilmersdorf, Verlag der Wochenschrift Die Aktion, 1918
9. Gottfried Benn: Der Vermessungsdirigent, Berlin-Wilmersdorf, Verlag der Wochenschrift Die Aktion, 1919
10. Franz Jung: Joe Frank illustriert die Welt, Berlin-Wilmersdorf, Verlag der Wochenschrift Die Aktion, 1921

## Der Reihe zugeordnet
In der Literatur werden zum Teil (ungeachtet der unstimmigen Chronologie) die folgenden, ebenfalls im Verlag Die Aktion erschienenen Titel der Aktionsbibliothek der Aeternisten zugeordnet.
1. Sawaty: Das Buch in Saffian. Die Chronik des Dorfes Ljagowoje, übersetzt von Alexandra Ramm-Pfemfert, Berlin-Wilmersdorf, Verlag der Wochenschrift Die Aktion, 1919
2. Franz Jung: Sophie. Der Kreuzweg der Demut. Ein Roman, Berlin-Wilmersdorf, Verlag der Wochenschrift Die Aktion, 1915
3. Franz Jung: Das Trottelbuch, Berlin-Wilmersdorf, Verlag der Wochenschrift Die Aktion, 1918
4. Carl Sternheim: Libussa. Des Kaisers Leibross, Berlin-Wilmersdorf, Verlag der Wochenschrift Die Aktion, 1922
5. Tarassoff-Rodionoff: Schokolade. Eine Erzählung, übersetzt von Alexandra Ramm-Pfemfert, Berlin-Wilmersdorf, Verlag der Wochenschrift Die Aktion, 1919

## Neuauflage
Eine Neuauflage der Bände 1 bis 10 erschien 1973 in Nendeln, Liechtenstein bei Kraus Reprint